# Pietro Avogadro
 (juillet 2025).
Pietro Avogadro (connu aussi comme Bresciano Avogadro), né à une date inconnue   à Brescia en Lombardie, et mort vers l'an 1730 dans cette même ville, est un peintre italien rococo actif à Brescia au XVIIe  et au début du  XVIIIe siècle.

## Biographie
Pietro d'Avogadro  est né à Brescia et s'est formé auprès de Pompeo Ghitti. Il est mentionné par l'historien de l'art Luigi Lanzi.

## Œuvres
- Martyre de saint Crispin, église San Giuseppe à Brescia.

## Sources
- (en) Cet article est partiellement ou en totalité issu de l’article de Wikipédia en anglais intitulé « Pietro Avogadro » (voir la liste des auteurs).